# Lina Marulanda
Lina Marulanda (15 de maio de 1980 - 22 de abril de 2010) foi uma modelo colombiana.

## Morte
Em 22 de abril de 2010, Marulanda morreu ao cair da varanda de seu apartamento no sexto andar. Sua morte foi considerada um suicídio. Marulanda estava com os pais, ex-marido e médico na época. Ela estava em processo de divórcio com Carlos Oñate, seu segundo marido, com quem estava casada há apenas três meses.